# Jemenitisk rial
Jemenitisk rial eller jemenitisk riyal (Yr - Yemeni rial) är den valuta som används i Jemen på den Arabiska halvön i Asien. Valutakoden är YER. 1 Riyal motsvarar 100 fils.
Valutan infördes 1991 i sedelform vid landets återförening och ersatte den tidigare Nordjemenitiska rialen och den Sydjemenitiska dinaren samt kompletterades med mynt 1993.Först var mynten i valörerna: 1 fils, 5 fils, 10 fils, 15 fils, 25 fils, 50 fils och slutligen 1 riyal.

## Användning
Valutan ges ut av Central Bank of Yemen - CBY som grundades 1971, ombildades 1990 och har huvudkontoret i Sana.

## Valörer
- Mynt: 1, 5, 10 och 20 Riyal
- Underenhet: används ej, tidigare fils
- Sedlar: 50, 100, 200, 500 och 1000 YER